# Grün Stadt Zürich
Grün Stadt Zürich (GSZ) ist eine Dienstabteilung des Tiefbau- und Entsorgungsdepartements (TED) der Stadt Zürich und zuständig für den Bau, die Pflege und den Unterhalt sämtlicher städtischer Grünräume, wie Parkanlagen, Sportanlagen, Stadtwald, Friedhöfe, Badeanstalten und Spielplätze. Zehn Landwirtschaftsbetriebe, wovon neun verpachtet sind, mehrere Naturschulen, die Stadtgärtnerei, die Sukkulenten-Sammlung und der Chinagarten werden ebenfalls von Grün Stadt Zürich betrieben.

## Tätigkeitsgebiet
Die Dienstabteilung ist in die Geschäftsbereiche Betriebe, Dienste, Naturförderung, Planung und Bau und Unterhalt aufgeteilt.

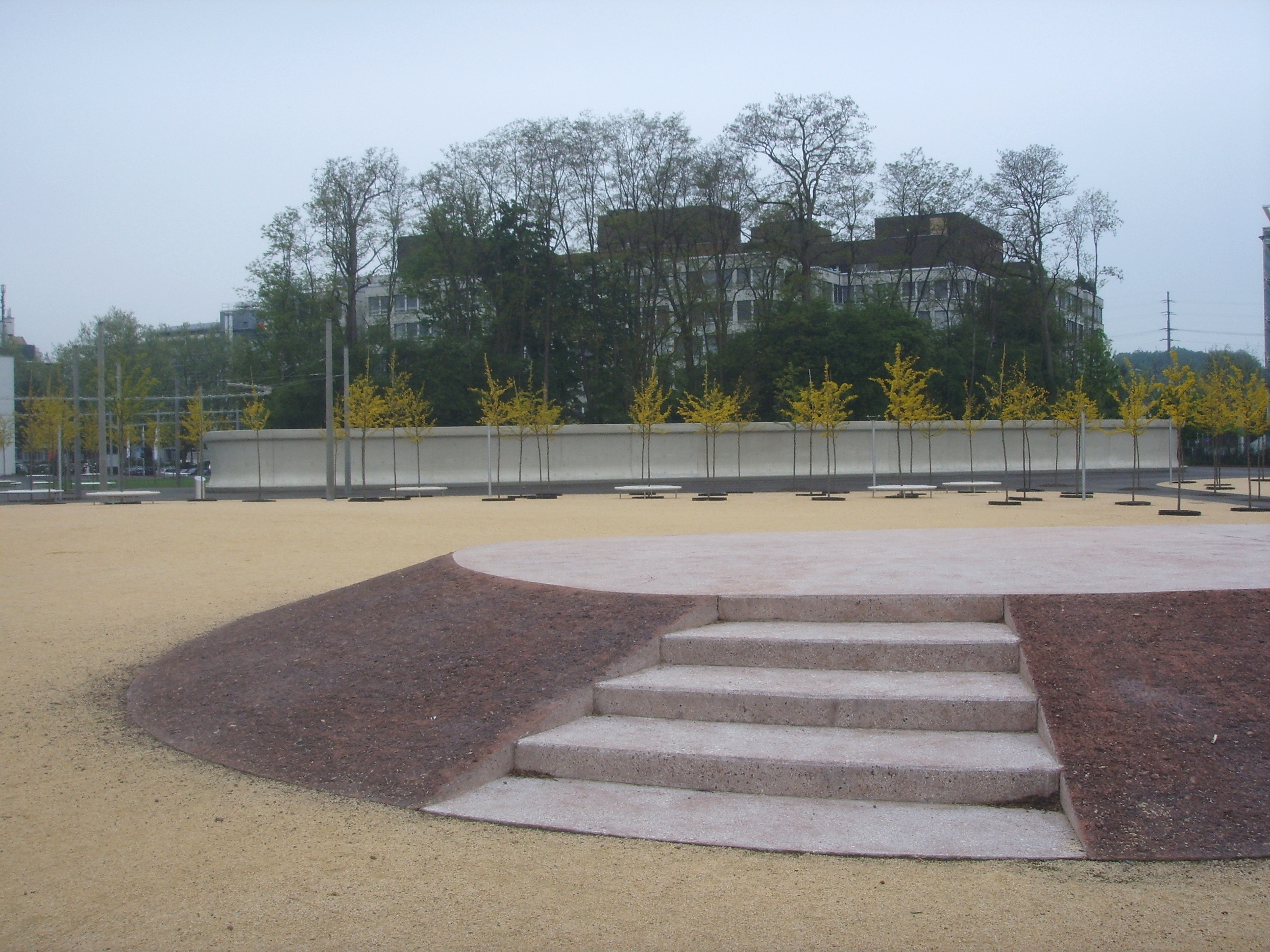
Leutschenpark im Zürcher Quartier Seebach

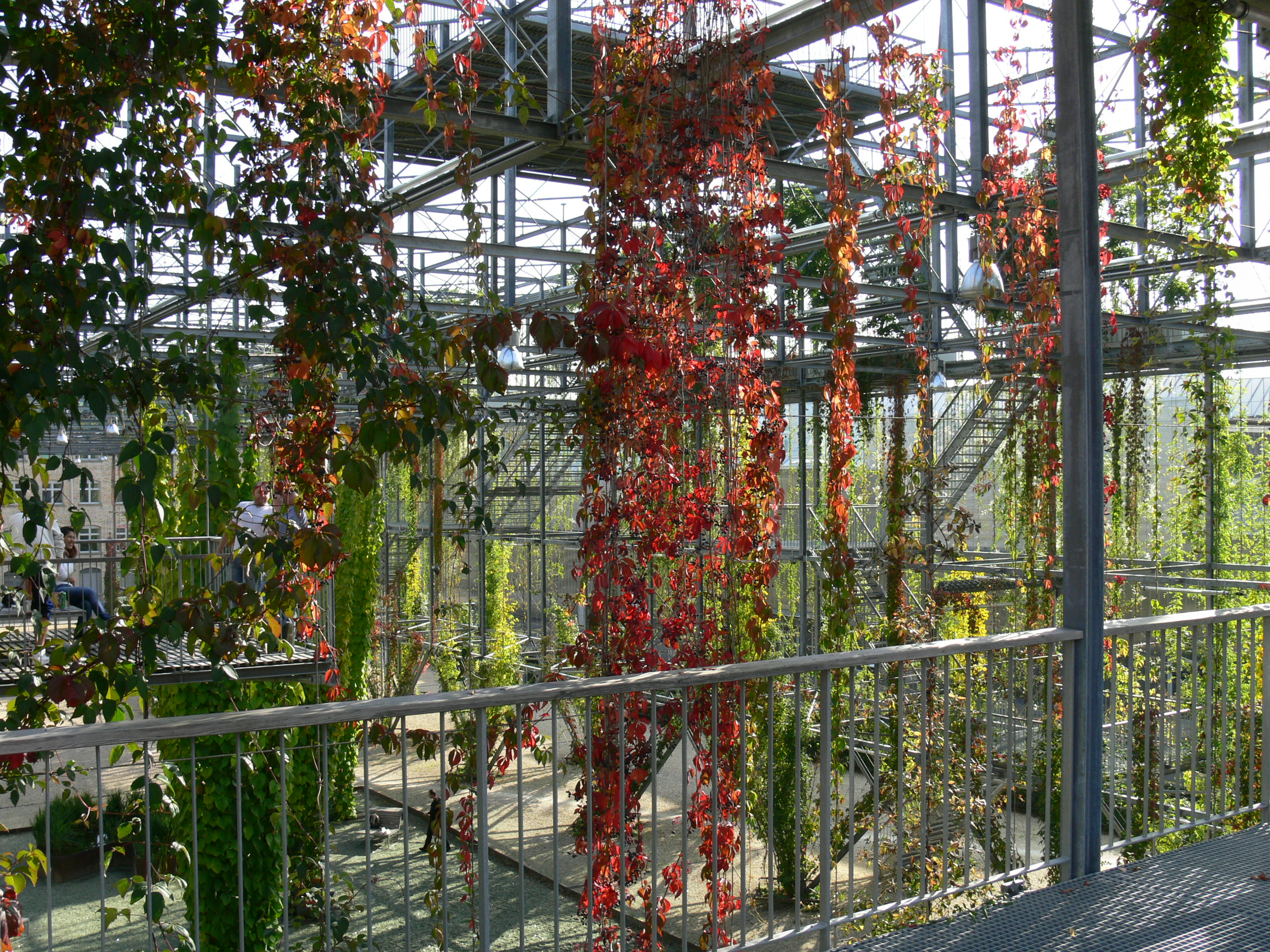
MFO-Park im Zürcher Quartier Oerlikon

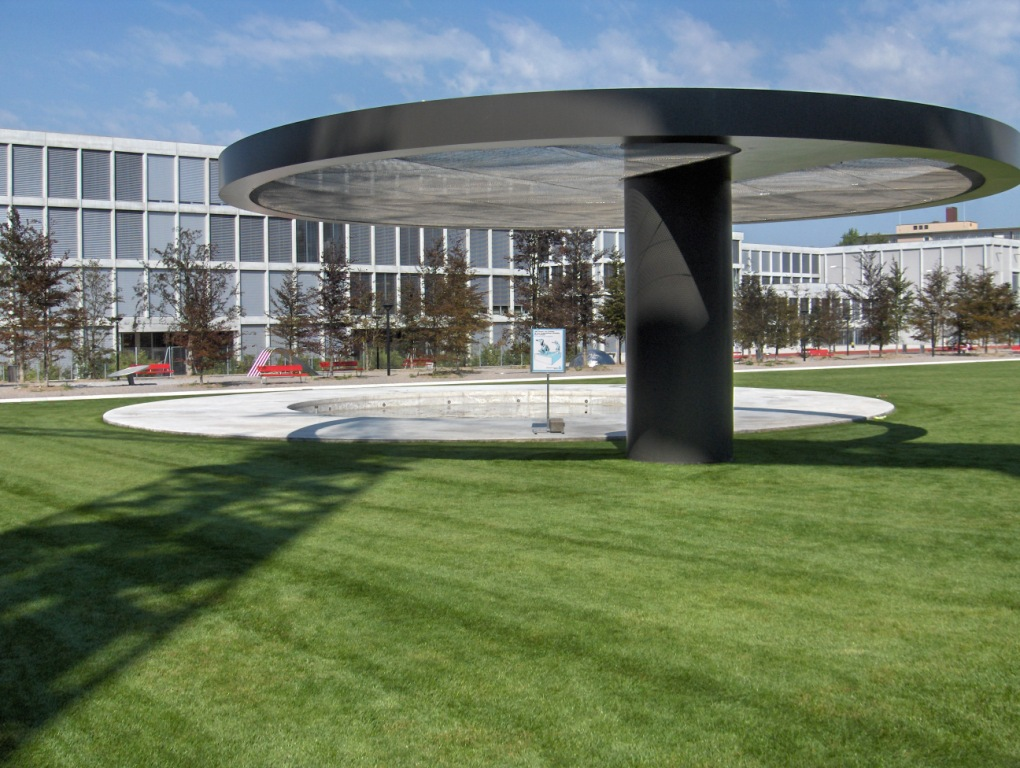
Wahlenpark im Zürcher Quartier Oerlikon

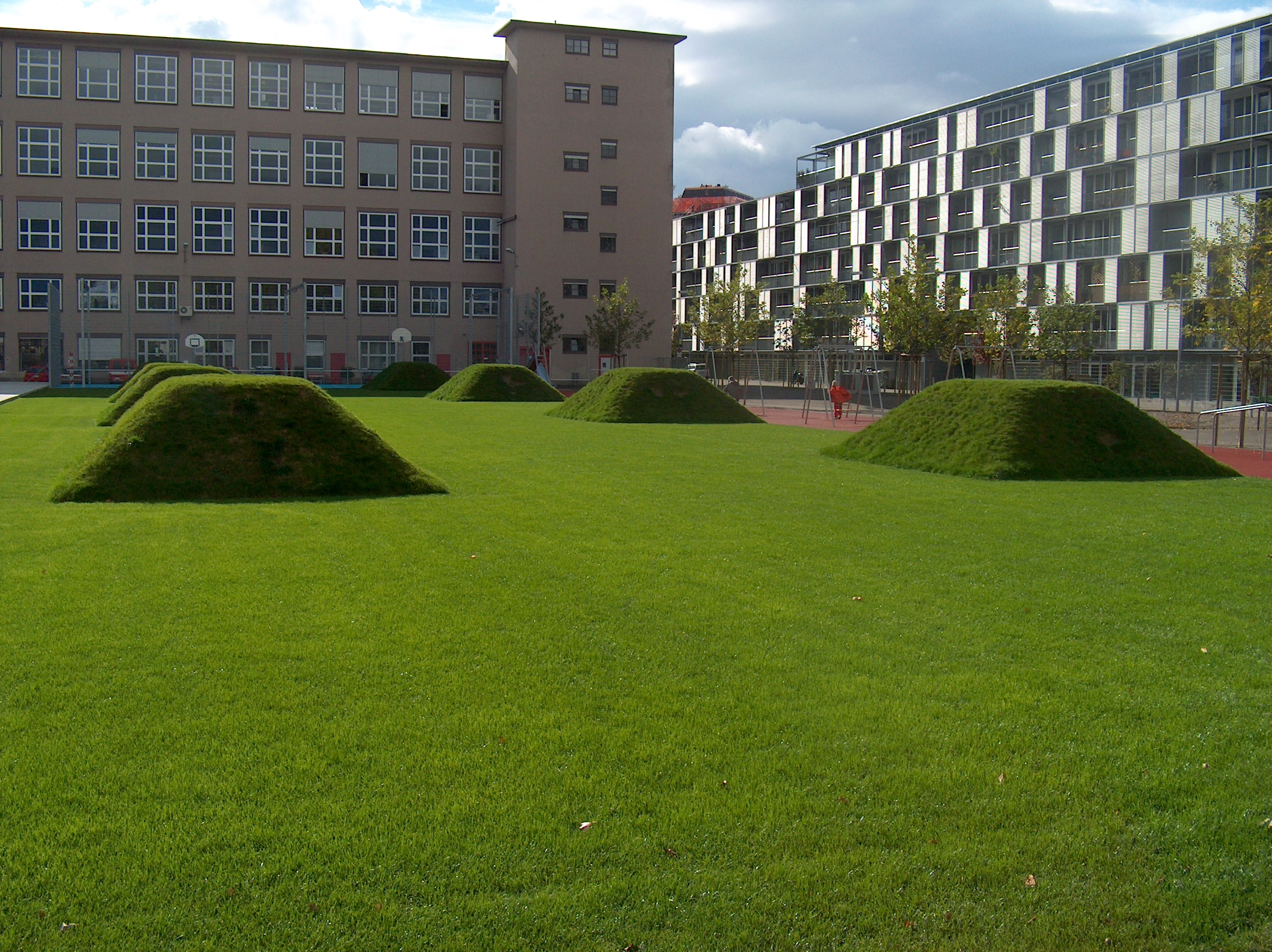
Louis-Häfliger-Park im Zürcher Quartier Oerlikon

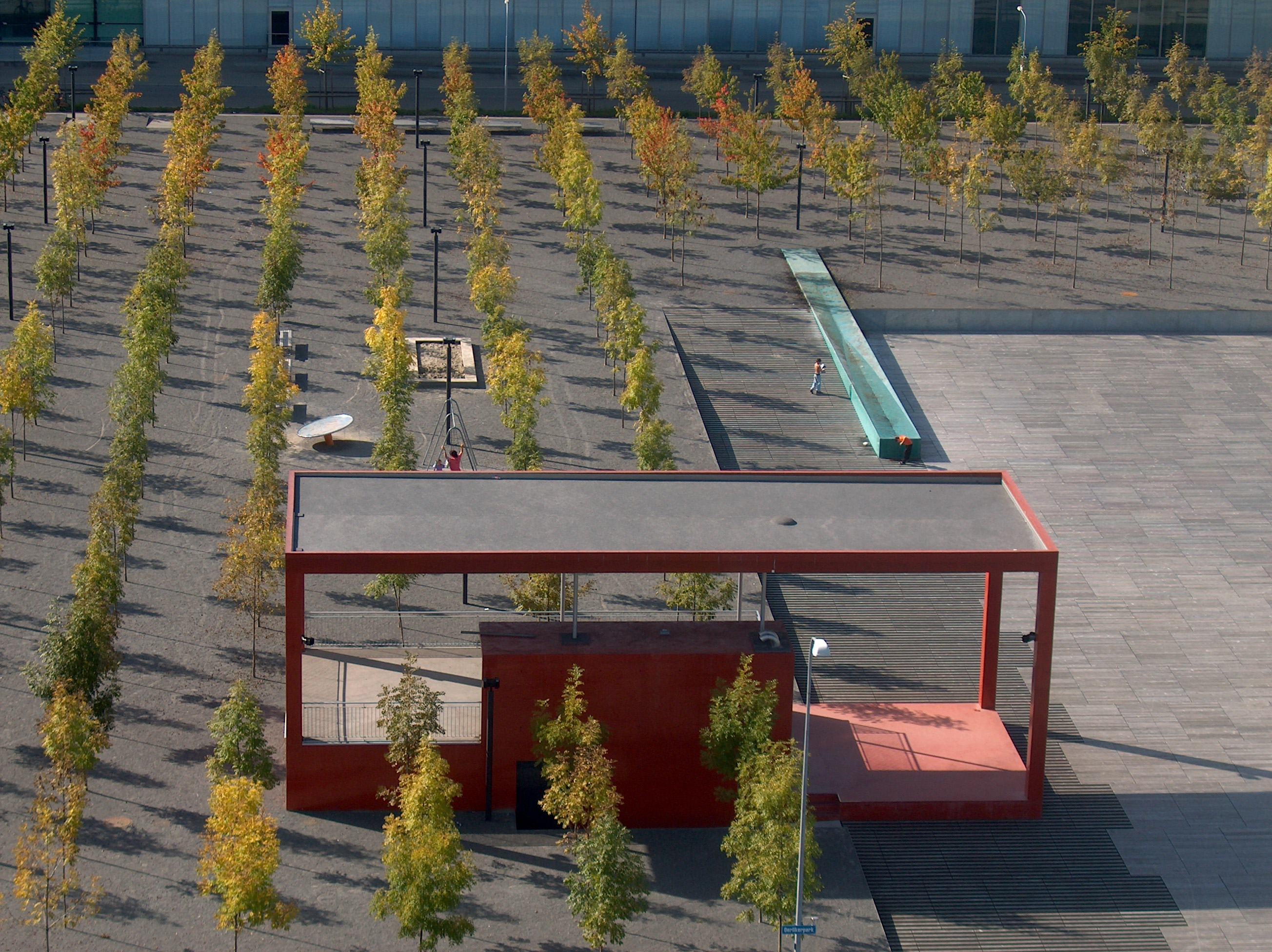
Oerlikerpark im Zürcher Quartier Oerlikon

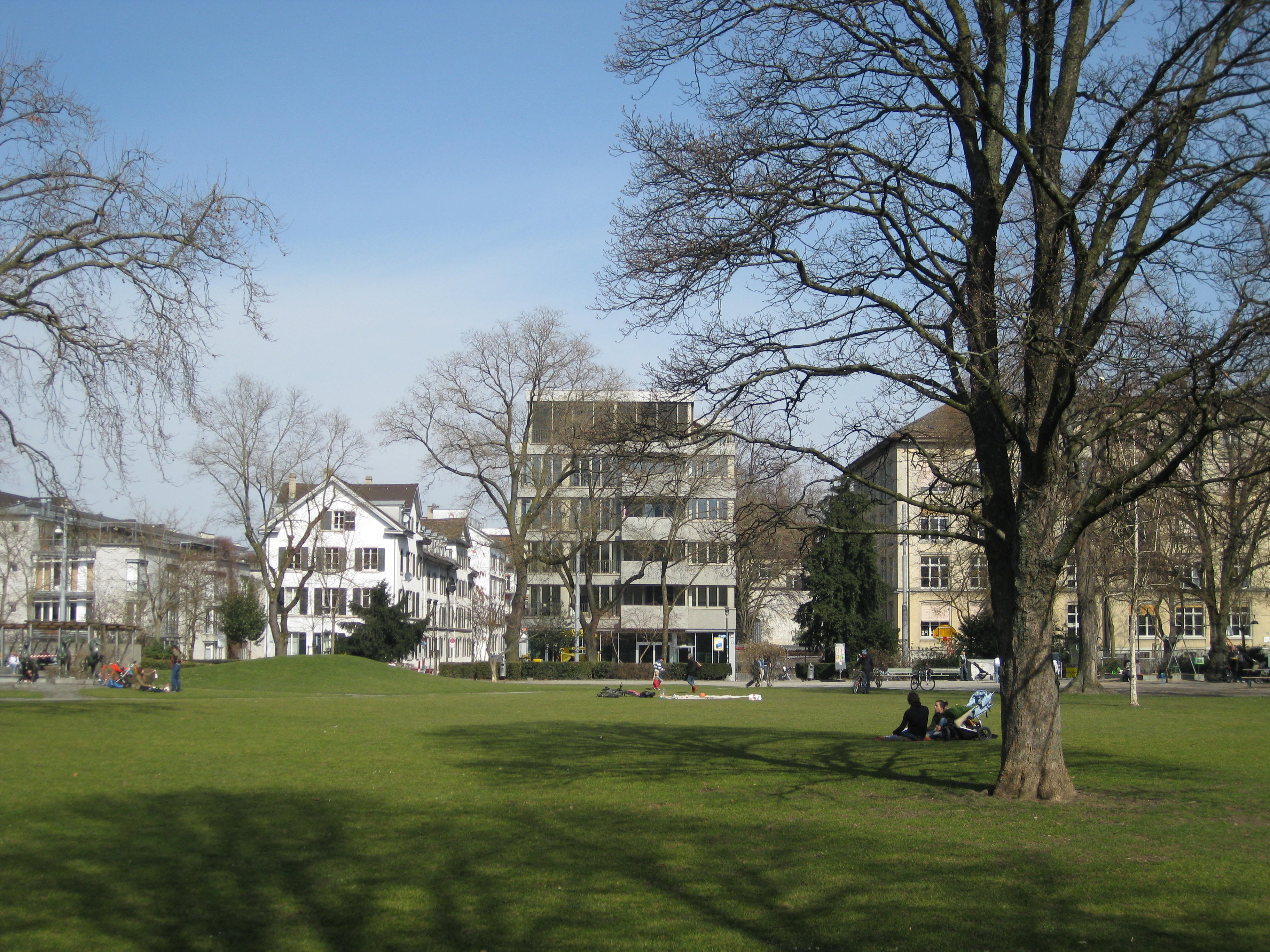
Bäckeranlage im Zürcher Quartier Aussersihl

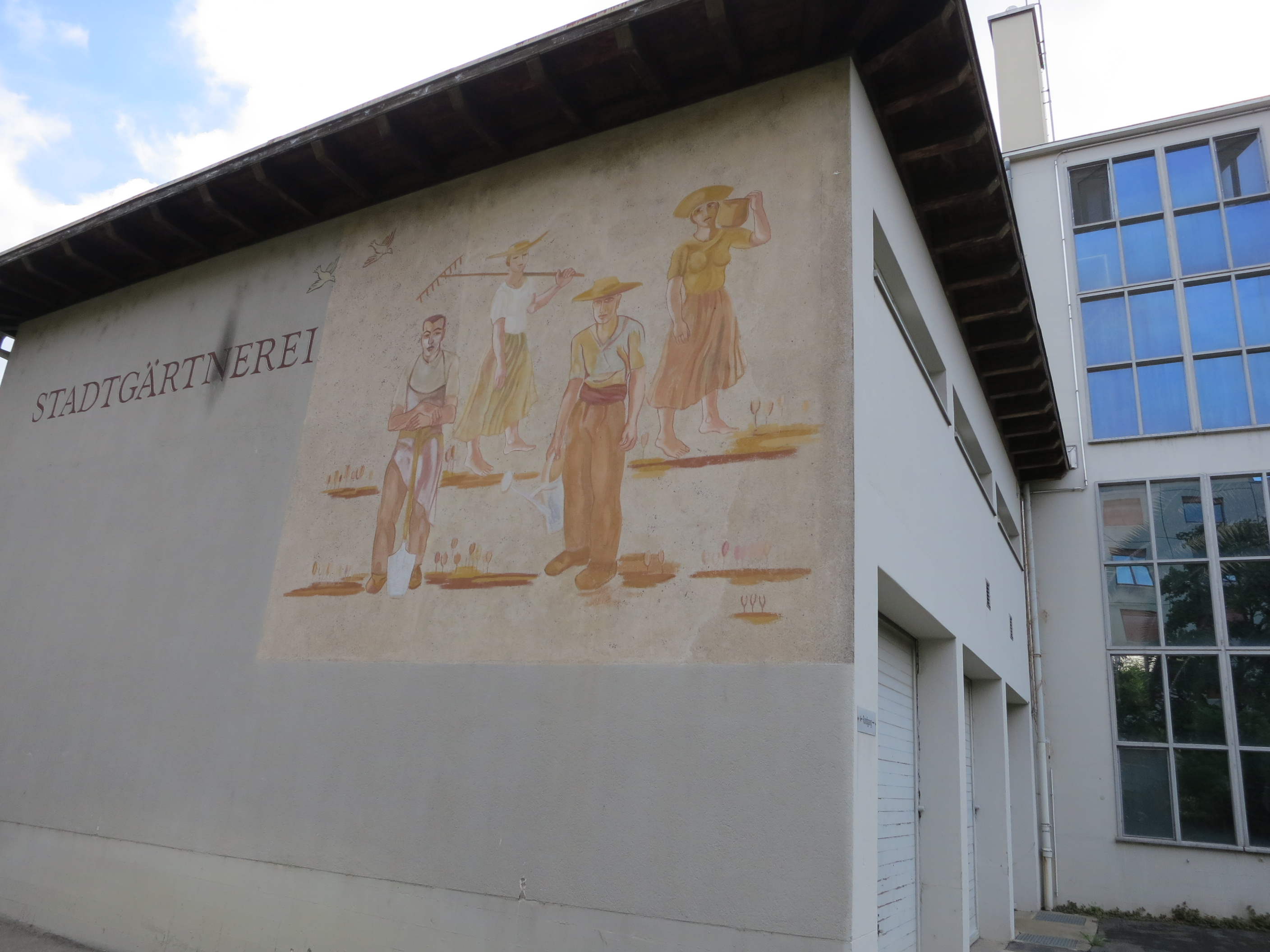
Stadtgärtnerei im Sackzelg mit Wandgemälde von Karla Götz, Zürich-Albisrieden

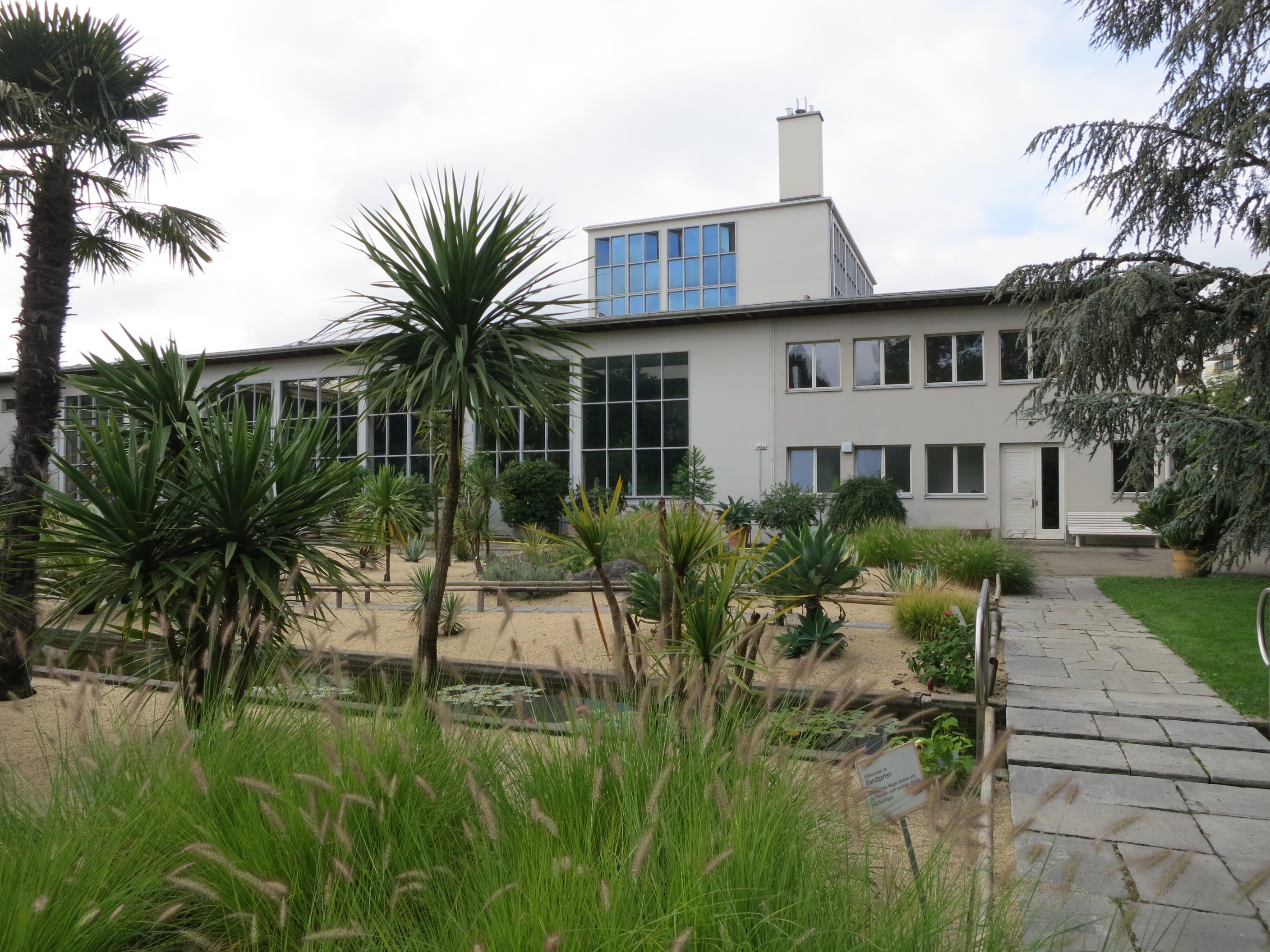
Stadtgärtnerei Sackzelg mit Palmenhaus, Palmenturm und Sandgarten

### Betriebe
Der Geschäftsbereich Betriebe umfasst die neun städtischen landwirtschaftlichen Pachtbetriebe sowie den städtischen Gutsbetrieb Juchhof. Auf dem Juchhof wird nach den Richtlinien des ökologischen Leistungsnachweises ÖLN gewirtschaftet. Der Stadtwald mit rund 1200 ha gehört ebenfalls dazu und wird von den Waldrevieren Uetliberg und Nord nachhaltig bewirtschaftet. Die Stadtgärtnerei mit diversen Kursen und Veranstaltungen rund ums Grüne Wissen gehört ebenso in den Fachbereich wie auch die Verpachtung von Kleingarten-Arealen mit rund 6000 Kleingärten und Landparzellen. Die Hauptaufgabe der Stadtgärtnerei ist die Anzucht von jährlich gegen 250.000 Pflanzen für öffentliche Blumenrabatten. Die Abteilung Werkstätten und Logistik mit Schreinerei, Malerei und mechanischer Werkstatt ist für die Materialbeschaffung, den Fahrzeugpark und Reparaturen zuständig.

### Dienste
Der Geschäftsbereich Dienste erbringt die kaufmännischen Unterstützungsleistungen. Er koordiniert und unterstützt die betriebswirtschaftlichen Prozesse, insbesondere in den Fachbereichen Personal, Finanzen und Controlling, Systemmanagement (Informatik und Geoinformationssystem GIS) sowie Recht. Der Öffentlichkeit zeigen sich die Auswirkungen der Aktivitäten auf dem Arbeitsmarkt, in den Ergebnissen der regelmässig durchgeführten Nutzerumfragen zur Ermittlung der Wirkungsbilanz, in Jahres- und Finanzberichten sowie im Qualitätsmanagement.

### Naturförderung
Der Geschäftsbereich Naturförderung setzt sich dafür ein, wertvolle Lebensräume für Tiere und Pflanzen zu erhalten und aktiv zu fördern, Freude an der Natur zu wecken und den Wert einer vielfältigen Stadtnatur zu vermitteln. Die vier städtischen Wildhüter sorgen auf dem Stadtgebiet für ein harmonisches Miteinander von Menschen und Wildtieren. Die Naturschulen bieten altersgerechte Naturerfahrungen für die Schülerinnen und Schüler der Stadt Zürich an. Ein grosses Angebot an Kursen und Veranstaltungen trägt zum Naturverständnis bei. Die Sukkulenten-Sammlung beherbergt seit 1931 eine der grössten und bedeutendsten Spezialsammlungen sukkulenter Pflanzen mit ca. 6500 verschiedenen Arten aus mehr als 50 verschiedenen Pflanzenfamilien.

### Planung und Bau
Freiraumplanung, Freiraumberatung, Gartendenkmalpflege sowie Projektierung und Bau sind die Kerngeschäfte des Geschäftsbereiches Planung und Bau. Das Spektrum reicht von zukunftsorientierter Planung und konzeptioneller Entwicklung neuer Grün- und Freiräume über Beratung und Begleitung von konkreten Bauvorhaben bis zum Schutz und der Entwicklung wertvoller Gartenanlagen in der Stadt. Der Bau und die Instandhaltung der Parkanlagen, Friedhöfe, Sportanlagen, Schul- und Badeanlagen im urbanen Umfeld sowie der öffentlichen Anlagen im landschaftlichen Kontext gehören dazu.

### Unterhalt
Die rund 200 Mitarbeitenden des Geschäftsbereichs pflegen und betreuen Parks und Anlagen, Strassenbäume, Spielplätze, Bachufer, Friedhöfe und Gräber, Sportanlagen und Sportfelder sowie Badeanlagen. Der Geschäftsbereich Unterhalt arbeitet nach dem Prinzip der Nachhaltigkeit und setzt sich für den Erhalt und die Förderung der Artenvielfalt ein. Das grüne Stadtgebiet ist in 12 Bezirke unterteilt; diese werden von Grünflächenverwaltenden geleitet, die die Ansprechpersonen der Quartierbewohner sind.

## Geschichte
Schon Ende des 18. Jahrhunderts wurde ein Gärtner mit der Pflege der Neuanlage des Sihlhölzli und der öffentlichen Anlagen betraut. Die offiziellen Anfänge der städtischen Gartenverwaltung gehen bis ins Jahr 1858 zurück, mit der Ernennung Caspar Hartmanns zum ersten Stadtgärtner. Bis dahin wurden die städtischen Promenaden von städtischen Angestellten gepflegt, die ihren Aufgaben nach Ansicht des Stadtrates nicht nachkamen und zum grossen Teil keine Gärtnerkenntnisse besassen.
Die Einweihung der Quaianlagen im Jahr 1887 sowie die erste grosse Eingemeindung bisher selbstständiger Gemeinden rund um die heutige Innenstadt, liessen Zürich zur ersten Schweizer Grossstadt heranwachsen. Diese Umstände veränderten und erweiterten in der Folge den Aufgabenbereich der Gartenverwaltung beträchtlich. Gottlieb Friedrich Rothpletz übernahm im Jahr 1900 beim damaligen Promenadenwesen die Funktion des Stadtgärtners und wurde im Jahr 1902 Leiter des neu geschaffenen Gartenbauamts. Rothpletz’ Einfluss lässt sich heute noch unter anderem in der damals im Geist des deutschen Landschaftsarchitekten und Sozialreformers Leberecht Migge konzipierten Josefswiese als Volkspark und den stadtnahen Wäldern als Naherholungsgebiet erkennen, die im Gegensatz zu den dekorativen Grünanlagen wie z. B. dem Belvoirpark stehen.
Ende der 1920er-Jahre wollte der Kakteenzüchter Jakob Gasser seine Sammlung der Stadt Zürich verkaufen. Das Unterfangen scheiterte jedoch. 1929 erwarb der Warenhausbesitzer Julius Brann die Gassersche Sammlung und machte sie darauf der Stadt zum Geschenk. Ein Gutachten des Botanikprofessors Carl Schröter hatte bewirkt, dass die einmalige Kollektion als Schenkung doch gerne übernommen wurde. Zwei Jahre später bezog die heutige Sukkulenten-Sammlung, unter dem damaligen Namen «Städtische Kakteensammlung» in den Gewächshäusern der ehemaligen Stadtgärtnerei am Mythenquai ihr neues Domizil.
1934 folgte die zweite Eingemeindung mehrerer Vorortsgemeinden und vergrösserte die Zuständigkeitsbereiche des Gartenbauamts nochmals erheblich. Ab 1940 wurden die städtischen Grünflächen im Rahmen der «Anbauschlacht», auch Plan Wahlen genannt, zu Anbauflächen umfunktioniert, um den Selbstversorgungsgrad der Bevölkerung zu erhöhen. 1941 wurde der vom Architekten Heinrich Weilenmann entworfene Neubau der Stadtgärtnerei im Stil der klassischen Moderne mit Wandgemälde von Karla Götz (1904–1968) im Sackzelg, Zürich-Albisrieden fertiggestellt. Nach dem Umbau der Stadtgärtnerei 1962 wurde der Sandgarten angelegt.
Da die Bevölkerung durch die sogenannten Kriegsgärten auf den Geschmack des Gärtnerns gekommen war, entstanden ab 1946 auf Stadtgebiet zahlreiche Kleingarten-Areale. 1959 trat Walter Frischknecht für Nachnutzungen auf den Flächen der ersten Schweizerischen Gartenbau-Ausstellung von 1959, der sogenannten G|59, und weitere Gestaltungsaufgaben in das Gartenbauamt ein. Unter seiner Federführung entstanden zahlreiche Projekte wie die Rosenanlage Muraltengut (1960), der Seeuferweg (1963), die Seepromenade Utoquai (1971), der Schanzengraben (1982–1984) und der Irisgarten (1985).
Auf Initiative von Heinrich Zweifel wurden ab 1969 die ersten neuen Reben unterhalb der Kirche in Höngg im westlichen Teil und später auch im östlichen Teil des Chillesteigs gepflanzt. Heute kultiviert Grün Stadt Zürich den städtischen Weinberg in Höngg. Ab den späten 1960er Jahren bis Mitte der 1970er Jahre war die Personalknappheit ein ständiges Thema, weswegen die Unterhaltsarbeiten nicht mehr vollumfänglich gewährleistet werden konnten. 1975 entstand eine hauptamtliche Personalabteilung mit einem Verwaltungssekretär, die sich um die personellen Belange der mittlerweile auf ca. 400 Personen angewachsenen Belegschaft kümmerte.
1985 wehrte sich die Zürcher Bevölkerung mit mehreren Initiativen für die Erhaltung von Grün- und Freiraum, worauf das Gartenbauamt ein Freiraumkonzept erstellen liess. Im gleichen Jahr wurde die Fachstelle Naturschutz geschaffen, gefolgt von der Fachstelle Gartendenkmalpflege im Jahr 1989.
1996 fand die erste grosse Umstrukturierung statt, indem das Landwirtschaftswesen, das bisher dem Gesundheits- und Wirtschaftsamt unterstellt war, dem Gartenbauamt angegliedert und dem Tiefbau- und Entsorgungsdepartement unterstellt wurde. Das Gartenbauamt wurde in Gartenbau- und Landwirtschaftsamt umbenannt. Vier Jahre später wurde Ernst Tschannen mit der Aufgabe betraut, die Ämter für Gartenbau, Landwirtschaft und Wald zu fusionieren. Die neu entstandene Dienstabteilung nennt sich seit dem Jahr 2000 Grün Stadt Zürich.
Von 2001 bis 2005 entstanden in Zürich-Nord mehrere neue Parkanlagen: der Oerliker Park (2001), der MFO-Park (2002), der Louis-Häfliger-Park (2003), der Wahlenpark (2005) und der Leutschenpark (2008), die sich alle durch eine moderne und zeitgemässe Erscheinung auszeichnen. Von 2002 bis 2011 gab Grün Stadt Zürich vierteljährlich die Zeitschrift Grünzeit heraus. Das erste «GrünForum», eine öffentliche Veranstaltung mit Referaten zu aktuellen Themen und Podiumsdiskussion, fand 2003 statt. 2006 veröffentlichte Grün Stadt Zürich das «Grünbuch der Stadt Zürich», die Unternehmensstrategie für die nächsten 10 Jahre.
Der erste Spielplatz, der durch aktive Mitarbeit von Kindern aus dem Quartier entstand, wurde 2007 in der Hardau eröffnet. Im Jahr 2008 bot sich Grün Stadt Zürich erstmals die Gelegenheit einer temporären Zwischennutzung eines Bracheareals. Der Wildnispark Zürich, wird seit dem 1. Januar 2009 als selbständige Stiftung geführt und trägt seit September 2009 das Label «Naturerlebnispark». Im Januar 2010 wurde der bis anhin von der Wasserversorgung betreute Chinagarten von Grün Stadt Zürich übernommen.
Im Jahr 2011 war Grün Stadt Zürich zusammen mit dem Bund Schweizerischer Landschaftsarchitekten und Landschaftsarchitektinnen BSLA Gastgeberin des 48. Weltkongresses der International Federation of Landscape Architects IFLA in Zürich. Im Oktober 2013 übernahm Christine Bräm die Direktion von Grün Stadt Zürich. 2014 wurde das denkmalgeschützte Ensemble mit Palmenhaus und Palmenturm im Stil des Neuen Bauens der Stadtgärtnerei im Sackzelg saniert und ein neues Foyer, ein rollstuhlgängiger Rundweg mit Aussichtsplattform und zwei Seminarräume mit Blick auf die Pflanzenwelt erstellt. Im Arbeitshaus wurde ein öffentliches Tropen- und Subtropenhaus eingerichtet. In neuen Subtropenhaus, das zwei Gewächshäuser ersetzt, werden Trockenpflanzen aus zwei Klimazonen Madagaskars gezeigt.

### Weiterführende Veröffentlichungen
- Elisabeth Bühler, Heidi Kaspar, Frank Ostermann: Sozial nachhaltige Parkanlagen. [Am Beispiel dreier Parks in der Stadt Zürich: Savera-Areal, Bäckeranlage und Wahlenpark]. vdf Hochschulverlag an der ETH Zürich, Zürich 2010, ISBN 978-3-7281-3309-0. (Forschungsbericht NFP 54, Nachhaltige Siedlungs- und Infrastrukturentwicklung)   Auch als E-Book erhältlich
- Historische Gärten & Landschaften: Erhalt und Entwicklung. Tagungsbericht, hrsg. vom Institut für Geschichte und Theorie der Landschaftsarchitektur GTLA der Hochschule für Technik Rapperswil HSR. vdf Hochschul-Verlag an der ETH Zürich, Zürich 2005, ISBN 978-3-7281-3019-8.
- Landschaftsarchitekturführer Schweiz. Hrsg. von Udo Weilacher, Peter Wullschleger et al. Birkhäuser, Basel 2002.
- Christian Leisi, Daniela Bächli: Limmatraum Stadt Zürich: Landschaftsentwicklungskonzept (LEK). Grün Stadt Zürich, Zürich 2006.
- Nutzen und Zierde: fünfzig historische Gärten in der Schweiz. Hrsg. von Brigitt Sigel u. a. mit Fotografien von Heinz Dieter Finck. Scheidegger & Spiess, Zürich 2006, ISBN 978-3-85881-182-0.
- Rotzler Krebs Partner: Leitbild Sihlraum. Hrsg. von Grün Stadt Zürich, Amt für Städtebau, Tiefbauamt der Stadt Zürich, AWEL. Grün Stadt Zürich, Zürich 2003.
- Stadtlandschaften: Schweizer Gartenkunst im Zeitalter der Industrialisierung. Hrsg. von Julia Burbulla u. a. Mit Fotografien von Anna Halm Schudel und Peter Schudel. Offizin Verlag, Zürich 2006, ISBN 978-3-907496-44-2.